# Озинг

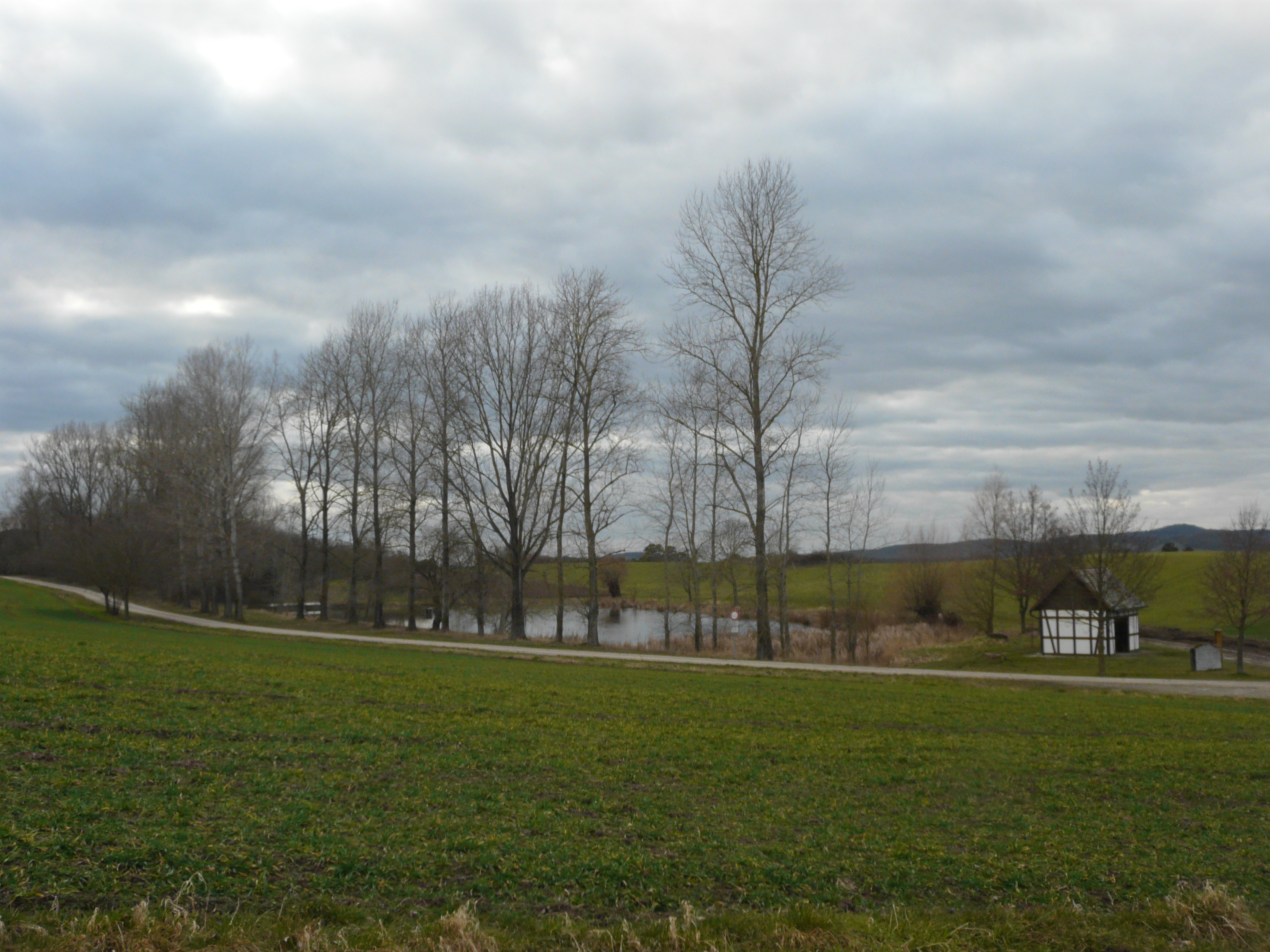
Вид на озеро Озингзе

Межобщинная территория Озинг (нем. Osing) — неприсоединённое плато между тремя общинами в районе Нойштадт-ан-дер-Айш-Бад-Виндсхайм (до 30 июня 1972 район Уффенхайм) в Германии, в административном округе Средняя Франкония Республики Бавария. Впервые упоминается 8 мая 1465 года.
На региональном уровне: Официальный идентификационный номер сообщества (нем. Amtlicher Gemeindeschlüssel) — 09 575 451 или 09 5 75 451 (09 575 444 — официальные идентификационные номера для всех межобщинных территорий данного района).
На общегерманском уровне: Региональный шифр (ключ) (нем. regionalschlüssel)— 09 5 75 9451 451 
(09 5 75 9444 444 — официальный региональный шифр для всех межобщинных территорий данного района).
По данным на 1 января 2015 года:
- территория — 274,27 га;[2][6]
- население — 0 чел.[3][4]

## География
Плато имеет высоту, как правило, от 370 до 380 метров над уровнем моря. Самая высокая точка — Биркенхюгель (нем. Birkenhügel) с высотой 396,7 м в восточной части межобщинной территории. В центральной части расположено озеро Озингзе (нем. Osingsee), а также Озингхаус (нем. Osinghaus) с восточной стороны озера, в котором каждый год в августе месяце проходит Озингфест (нем. Osingfest).
Окружающие деревни находятся на высоте 327—336 метров:
- на севере — Краутостхайм (община Зугенхайм) (нем. Krautostheim) с высотой до 327 м;
- на востоке — Рюдисбронн (община Бад-Виндсхайм) (нем. Rüdisbronn) с высотой 336 м;
- на юге — Хумпрехтзау (община Бад-Виндсхайм) (нем. Humprechtsau) с высотой до 330 м и
- на западе — Хербольцхайм (община Маркт-Нордхайм) (нем. Herbolzheim) с высотой 335 м.

Область межобщинной территории вытянута в направлении запад-юго-запад — восток-северо-восток, протяженностью более 4,3 км, шириной от 230 метров (западная часть) до 1060 метров (около восточного конца).
В юго-западном углу межобщинной территории участок площадью 0,625 км² известный как Клайнозинг (нем. Kleinosing) на картах обозначается как Клайназанг (нем. Kleinasang). Через эту часть территории проходит с запада на восток участок районной автодороги NEA 35 длиной около одного километра от шоссе (нем. St 2256) в Хербольцхайме (община Маркт-Нордхайм) до Хумпрехтзау в общине Бад-Виндсхайм. Остальные автодороги в Озинге являются местными.
Межобщинная территория разделена на Западный Озинг и Восточный Озинг, отделённых друг от друга автодорогой Хумпрехтзау—Краутостхайм, проходящей восточнее озера Озингзе, и включает следующее местности: Stuck (в Kleinosing), Karlssteig, Im Grundel, Bei den Föhren (в западном Озинге), Beim Klingenbronnen, Lohe и Modelfeld (в восточном Озинге). Modelfeld также распространяется и на территорию Humprechtsau.

## Землепользование
Большую часть межобщинной территории занимают преимущественно сельскохозяйственные земли, а также лес:
| Землепользование 31.12.2008 | Площадь, га (01.01.2009) | В процентах |
| --------------------------- | ------------------------ | ----------- |
| Сельское хозяйство          | 226,52                   | 82,7        |
| Лес                         | 21,77                    | 7,9         |
| Водная поверхность          | 2,00                     | 0,7         |
| Неиспользуемые земли        | 4,19                     | 1,5         |
| Дороги, дорожки, стоянки    | 19,29                    | 7,0         |
| Рабочая зона                | 0,14                     | 0,1         |
| Всего                       | 273,91                   | 100,0       |

## Управление
С 25 ноября 1855 года Озинг управляется группой из восьми человек: по два человека из четырех соседних сёл Herbolzheim, Krautostheim, Humprechtsau и Rüdisbronn, называемых Ахтер-фервальтунг (нем. Achter-Verwaltung). До этого было 16 человек: по четыре от каждой из деревень. Председателем комитета является Сеньор Озинга (нем. Osing-Senior).

## Подвластные структуры
- Участковый суд[8]: Нойштадт-ан-дер-Айш
- Налоговое управление: Уффенхайм
- Геодезическая служба: Нойштадт-ан-дер-Айш
- Лесное управление: Уффенхайм
- Регистрационное управление (ЗАГС): Бад-Виндсхайм

## Юридическое правовладение
Озингом обладают 162 владельца из города Бад-Виндсхайм (Humprechtsau, Rüdisbronn) и ярмарочных общин Зугенхайм (Krautostheim) и Маркт-Нордхайм (Herbolzheim).
Четыре деревни были независимыми муниципалитетами до 1972 года, за исключением Хербольцхайма, который был включен в Маркт-Нордхайм только в 1976 году. Озинг является частью Хербольцхайма, но не является частью сообщества Хербольцхайм, будучи свободным сообществом.

## Историческое положение и использование
Озинг занимает особое положение. С площадью в 274,27 га он достигает не только необычного размера среди существующих общих земель Центральной Европы, но и обладает высокой долей (более 75 %) полезной площади. Ещё одной особенностью является то, что его собственность принадлежит владельцам четырёх деревень. Озинг управляется совместно законными фермерами соседних мест, которым раздают сельхозугодья один раз в десять лет. Сообщество бенефициаров, используя межобщинную территорию, дополнительно получает доход от фруктовых деревьев, от ловли карпа в озере Озингзе, за лицензии на охоту, а также от сдачи земель в арендное пользование.

## Жребий
В течение многих столетий жребий по распределению земельных участков межобщинной территории проводится в каждый год, заканчивающийся на четвёртку. В день жеребьёвки проводится небольшой фестиваль с фуршетом и духовым оркестром. Лоты для жеребьёвки рисуют школьники.
Розыгрыш в Озинге является одним из 21 баварского обычая. В 2016 году в Баварии было внесено предложение о включении обычая в список немецкого нематериального культурного наследия.

## Фотогалерея

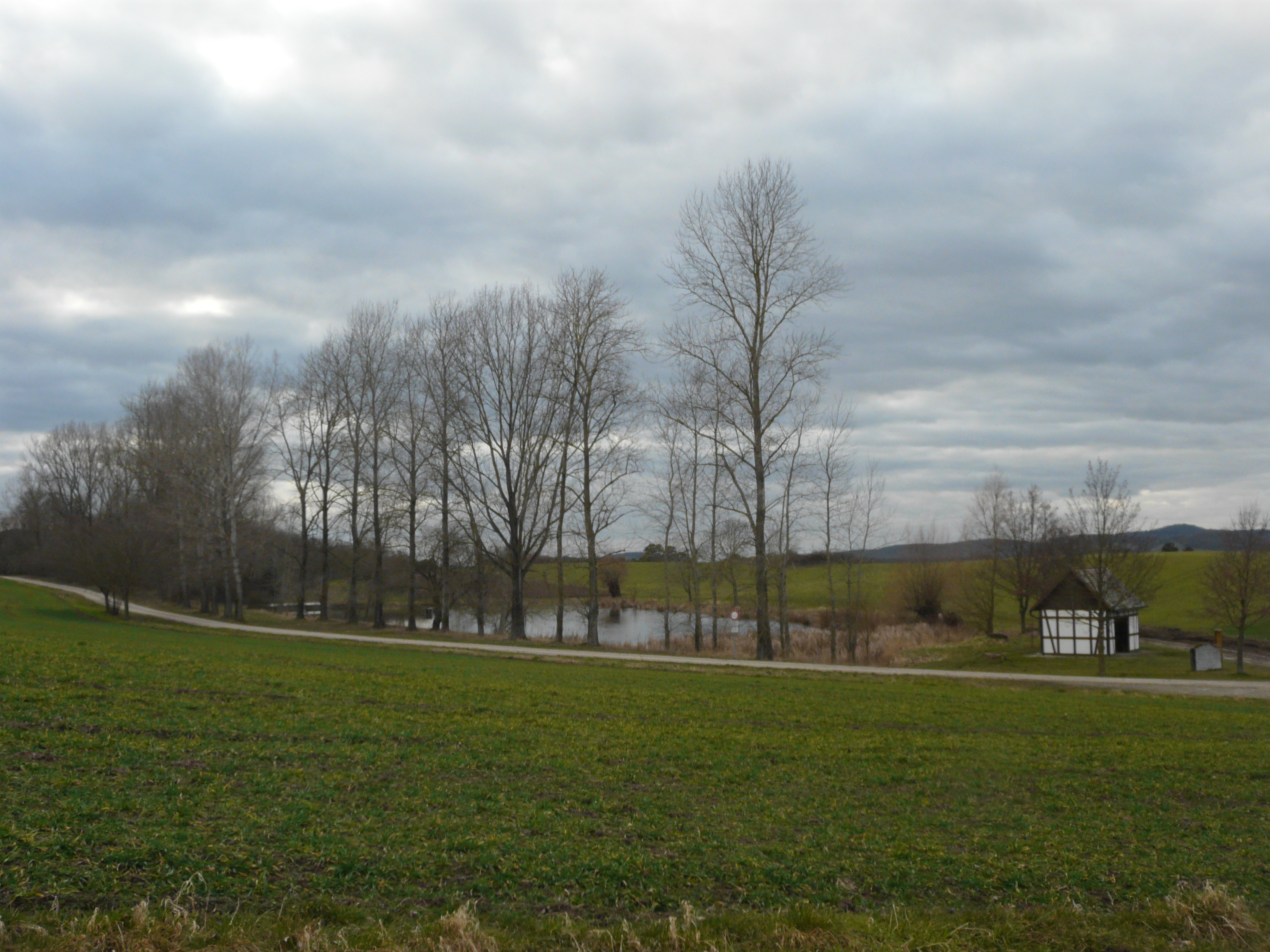
Озингхаус
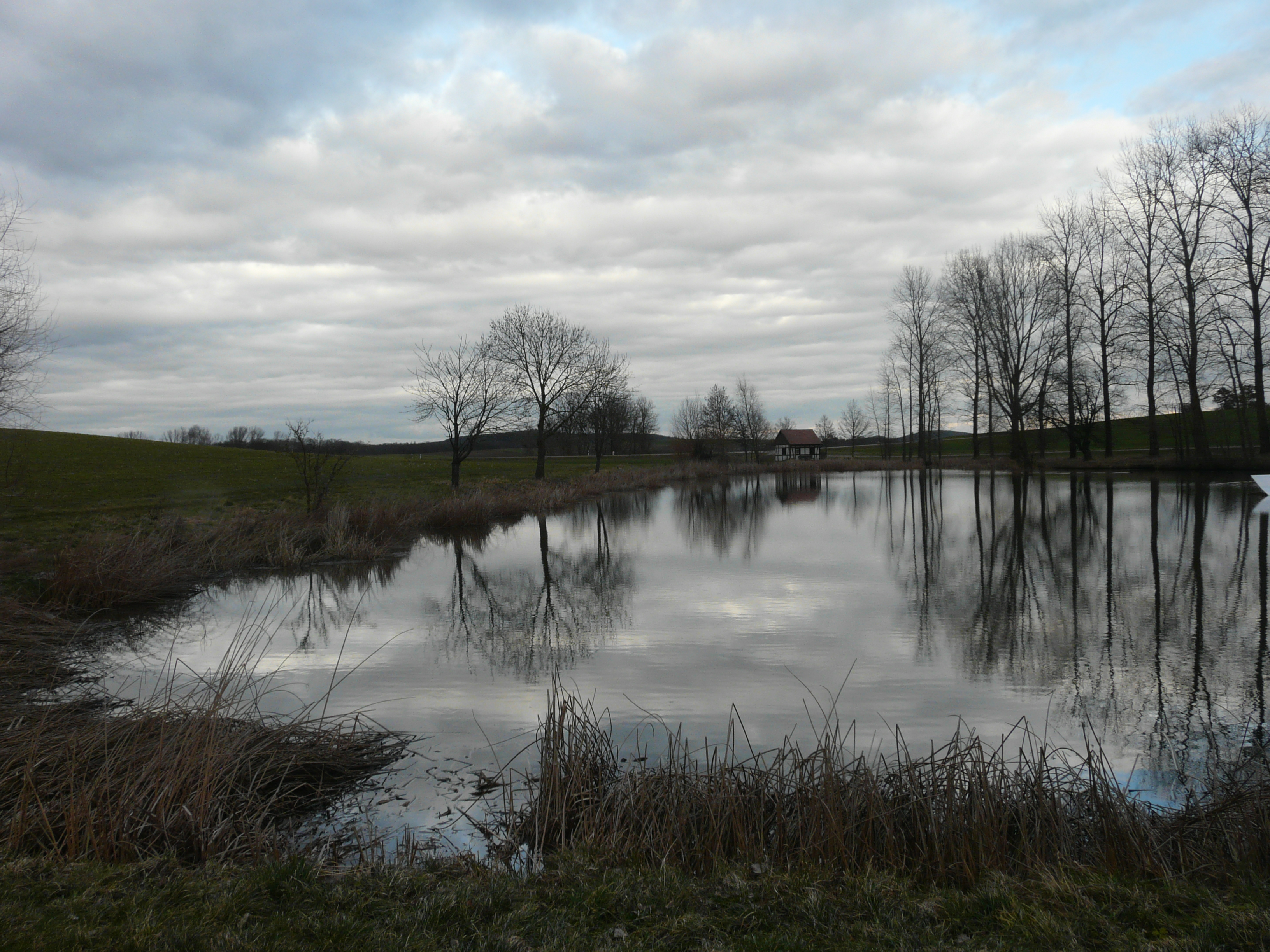
Вид на озеро с западной стороны
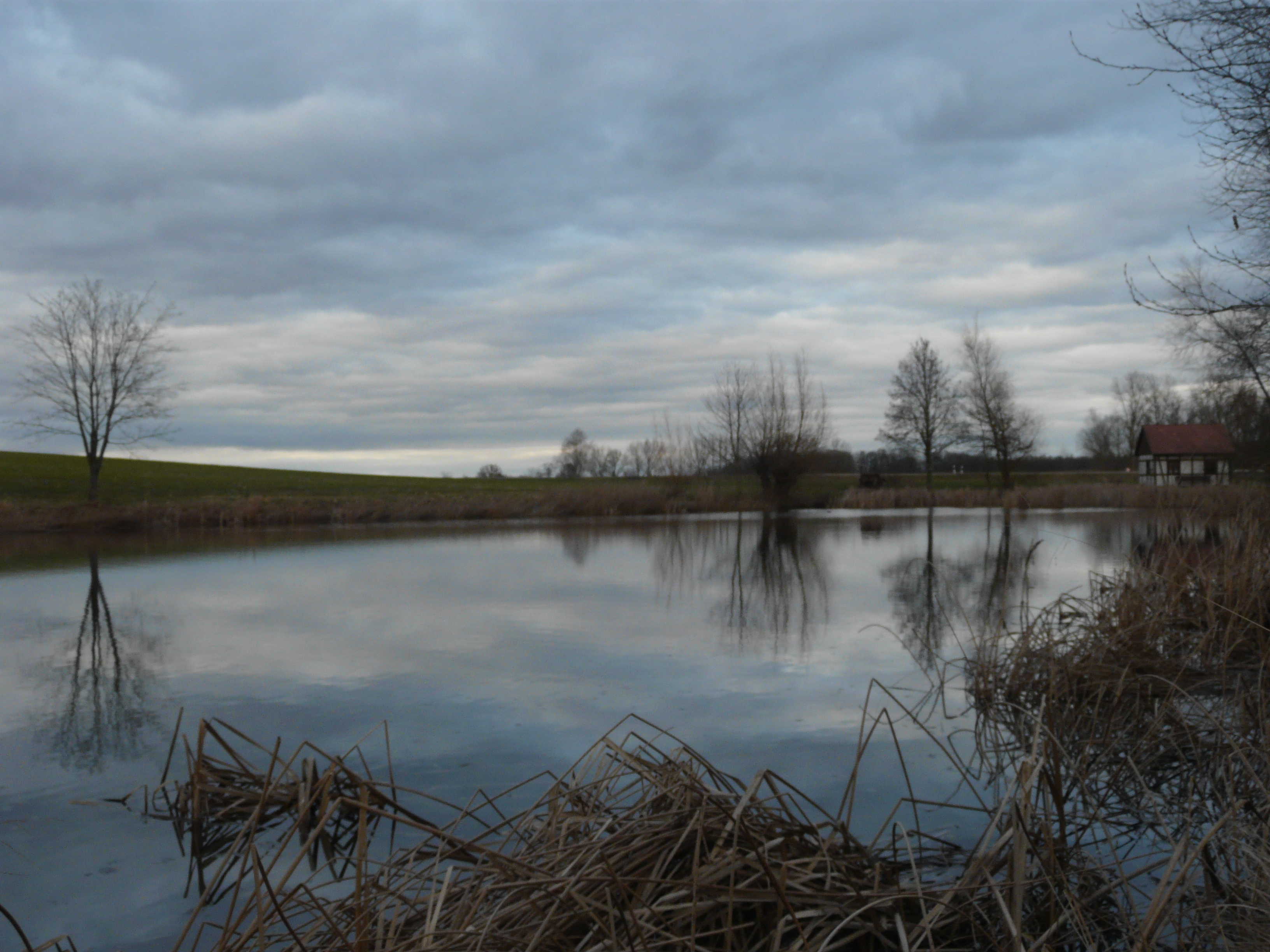
Вид на озеро с юго-западной стороны